# Ifrita kowaldi
Ifrita kowaldi je majhna žužkojeda ptica iz reda pevcev, endemična v deževnih gozdovih na Novi Gvineji. V dolžino meri okoli 16,5 cm ter ima rumeno rjavo obarvano perje s črno-modro krono na glavi. Samec ima belo črto za očesom, samica pa temno rumeno črto. Podnevi večino časa sedi na deblih in vejah ter išče žuželke.
Je edina vrsta v rodu Ifrita, ki tvori samostojno družino Ifritidae. Rod Ifrita je poleg tega eden od treh rodov ptic (druga dva sta Pitohui in Colluricincla), pri katerih so nekateri pripadniki strupeni.
Tako kot ptič vrste Pitohui dichrous izloča batrahotoksin iz kože. Že samo dotik perja povzroči otopelost in mravljinčenje v prstih. Sam toksin ptiči ne sintetizirajo sami, pač pa ga pridobijo preko hrane, natančneje iz rodu hroščev Choresine.